# Asuralbert II
Asuralbert II（アシュラルバート・ニセイ）は、フリーランスの日本のオルタナティヴ・ロック・バンド。2020年に結成。

## メンバー
- 金廣真悟（1983年4月30日（41歳） - ） - ボーカル、ベース（元ギター）、血液型はAB型[1]。
  - 料理が得意で世界各国の料理を作る。
  - 生まれは宮崎県。育ちは色々。
  - Singo Kanehiroという名義でソロ活動もしている。
- PEGGY（1984年11月2日（40歳） - ） - ドラム、コーラス、血液型はAB型[1]。
  - 身長は171cm
  - 岡山県津山市出身。
  - 猫が好き
  - 2020年にドラムスクール「SCHOOL525」を開校した。

## 来歴
2020年
グッドモーニングアメリカが活動休止するということでPEGGYが金廣真悟に新しいバンドをやりたいと声を掛け結成。2月29日に吉祥寺SHUFFLEで行われる予定だった公開リハーサルライブは開催中止、Instagramで生配信。「In principio erat Verbum tour」を3月～8月にかけ東名阪で3公演。7月11日に「We Love Live House Streaming+」無観客配信ライブ、7月17日にTSUTAYA O-crestで行われたPOETASTER pre.「勝手にムロフェス2020」day1に出演。"We Love Live House Tour 2020"振替公演「We Love Live House Tour 2020 + 1」対バンツアー8公演敢行予定が新型コロナウイルス感染拡大の影響で3公演は中止、10月・11月にかけ5公演。そのうちの1公演（初日）はワンマンだった。
2021年
- 3/28にベースのヤマザキ ヨシミツが脱退がAsuralbert II公式HPで発表された。